# Anonyx nugax
Anonyx nugax är en kräftdjursart som först beskrevs av Phipps 1774.  Anonyx nugax ingår i släktet Anonyx och familjen Uristidae. Inga underarter finns listade i Catalogue of Life.